# AU (DM Command)
AU（ARROW_UP）とは、アポロコンピュータ社のコンピュータに搭載されていたウィンドウシステム（ディスプレイマネージャ）で利用できた、制御コマンド『DMコマンド』の一つ。

## 概要
AU コマンドは、現在のカーソルの位置からカーソルを左に一文字移動する。
デフォルトでは，左側のキーパッド上の上向き矢印キー（L8）がこのコマンドを実行する． 

## 利用法
カーソルキーにこのキーを定義し利用する.
DM入力ウィンドウにて、キー入力を行うことで、定義が行える。
```
KD L8 AU
```